# 耶律和尚
耶律和尚（やりつ かしょう、生没年不詳）は、遼（契丹）の興宗の寵臣。字は特抹。

## 経歴
季父房の末裔。滑稽を得意とした。重熙初年、祗候郎君に補任された。興宗は親族を重用したが、中でも和尚をもっとも寵愛した。和尚は宴席のたびに興宗のそばにいたが、冗談であっても一言の誤りもなく、このためますます興宗に重んじられた。積慶宮使・永興宮使を歴任し、同知南院宣徽使事・南面林牙に累進した。重熙16年（1047年）、懐化軍節度使として出向したが、まもなく御史大夫として召還された。
重熙23年（1054年）、天平軍節度使・検校太師の位を加えられた。重熙24年（1055年）、中京路按問使に転じた。後に死去した。
和尚はたびたび親友のために財産を分け与えて、みなに親しまれ重んじられた。しかし酒におぼれて仕事はしなかったので、仕事を任されることはなかった。ある人が深酒をいさめると、和尚は「わたしは酒の害を知らないではないが、人生をかえりみると風燈石火のようなものであり、どうして飲まないでいられよう」と答えた。晩年は酒への耽溺がひどくなり、当時の人に「酒仙」と称された。

## 伝記資料
- 『遼史』巻89 列伝第19